# Battle Cry (canção)
"Battle Cry" é uma canção da banda norte-americana de pop rock Imagine Dragons. Foi lançada em 2 de junho de 2014 como um single promovendo Transformers: Age of Extinction, um filme de ação e ficção científica de 2014, baseado na franquia Transformers. A canção também foi incluída no segundo álbum de estúdio da banda, Smoke + Mirrors. É a primeira música-tema da franquia de filmes Transformers a não ser interpretada pela banda Linkin Park, embora "Until It's Gone", desta última, esteja incluída no jogo eletrônico que o acompanha.

## Antecedentes
Como parte de seus esforços para distanciar Transformers: Age of Extinction dos filmes anteriores da franquia, o diretor de Transformers, Michael Bay, procurou um novo ato musical para a trilha sonora do filme e escolheu Imagine Dragons para o trabalho. "Battle Cry" foi escrita pelos membros do grupo especificamente para uso no filme, inspirado na história apresentada a eles por Bay. O vocalista Dan Reynolds revelou à Billboard que o objetivo com "Battle Cry" era escrever "de uma maneira mais cinematográfica" para compor uma canção que fosse satisfatória como uma peça musical, mas também beneficiasse o visual que deveria acompanhar.

## Faixas
| Download digital |              |         |  |
| N.º              | Título       | Duração |  |
| 1.               | "Battle Cry" | 4:32    |  |

## Créditos e pessoal
Imagine Dragons
- Dan Reynolds – vocais, piano
- Wayne Sermon – guitarra elétrica e acústica
- Ben McKee – baixo, teclado
- Daniel Platzman – bateria

Músicos adicionais
- Hans Zimmer – produção
- Steve Jablonsky – produção

## Desempenho nas tabelas musicais
| Tabela musical (2014)                                   | Melhor posição |
| ------------------------------------------------------- | -------------- |
| Austrália (ARIA)                                        | 44             |
| Estados Unidos (Billboard Hot Rock & Alternative Songs) | 24             |
| França (SNEP)                                           | 150            |
| Reino Unido (Official Charts Company)                   | 111            |

## Certificações
| Estados Unidos (RIAA)                                                             | Ouro | 500.000‡ |
| ‡ Número de vendas + streaming definido com base apenas no nível de certificação. |      |          |